# 尾上さとこ
尾上 さとこ（おのえ-、生年非公表3月16日 - ）は、日本のラジオDJである。旧芸名は尾上 智子（読み同じ）。
兵庫県芦屋市出身。血液型O型。タレントオフィスともだち関西支社所属。

## 来歴・人物
大学在学中よりキャンパスDJとして活動する中で、音楽や人の気持ちを伝える喜びを覚える。大学卒業後は日本語教師の職に就くが、再びDJの道を選び、アナログレコード店やカフェでアルバイトをしながら、DJ、ナレーター、リポーター、イベントMCなどの活動を続ける。
2004年にFM802DJオーディションに合格し、同局で活躍していた。2009年1月24日に結婚。
2011年9月5日放送の『FLiPLiPS』で、自らの妊娠と同月末でFM802のDJを卒業することを明らかにした。その後、同年11月8日に女児を出産。
現在は、FM COCOLOのDJとして復帰している。2019年、「聞き手女性」役で出演したKINCHO（大日本除虫菊株式会社）のラジオCM『Ｇ作家の小部屋シリーズ』（商品名 ゴキブリがうごかなくなるスプレー）が日本最大級の広告賞 ACC TOKYO CREATIVITY AWARDS 総務大臣賞／ACCグランプリ（ラジオ＆オーディオ広告部門　Ａカテゴリー）を受賞。「ゴキブリでありながら日本を代表する作家でもある先生」役を演じたのはホンモノの芥川賞作家であり大阪出身の町田康先生。シュールかつユーモアにあふれたラジオCMにおいて、尾上は見事な声色と演技でコメディエンヌとしての才能を発揮した。
(CM一部抜粋)

　聞き手・女性：先生はゴキブリでありながら日本を代表する作家でもあるという・・・まぁ何でしょうか、その、極めて異端な存在なわけですが
　G作家：異端ね（笑）異端というのはまぁそうだけど、真ん中があって端があるわけですね。卵焼きなんかでも、何切れに切ろうが端っこというのは、たった二切れしかない訳です。
　聞き手・女性：えぇ。
　G作家：僕はこれを、多くの平凡と少数の非凡と思ってる。だからこの６本足にインクをつけて原稿用紙の上を這いずり回る執筆法もね
　聞き手・女性：はい。
　G作家：まずもって先駆者たれというのが作家として、またゴキブリとしての僕の矜持だね。
　Ｍ：♪ー
　聞き手・女性：ごちゃごちゃうるさいゴキブリに一撃。キンチョウ　ゴキブリがうごかなくなるスプレー

　G作家：使用上の注意をよく読んで正しくお使いください
2020年の暮れ、『FLiPLiPS』時代に尾上の番組を担当したFM802ディレクター岡井絵美のインタビュー記事が産経新聞に掲載された。その記事に登場する「オンエア中、リスナーからのメールに感動して泣きだし喋れなくなったDJ」が実は尾上であると、FMCOCOLOの番組で尾上本人が明かした。
趣味は、60年代・70年代を中心とするアナログレコード収集、映画鑑賞、レコード店・カフェ・喫茶店・アンティークショップ・古着屋めぐり。

## 出演番組
FM COCOLO
- Hitsville 765（2021年4月 - ）

### 過去
FM COCOLO
- ニュースライナー
- FRUITS O' SUNDAY（2017年4月 - 2021年3月）

FM802
- ROCK KIDS 802（リポーター）
- MIDNIGHT STRUT（2004年10月 - 2005年3月）
- FUNKY JAMS 802（2005年4月 - 2006年9月）
- PRIME HITZ 802（2007年10月 - 2008年9月）
- FM802 STILL20 KICK OFF SPECIAL NEW YEAR CELEBRATION（2008年12月31日 21:00-2009年1月1日 3:00、DJ:ヒロ寺平・尾上さとこ）
- FLiPLiPS（2008年10月 - 2011年9月）

α-STATION
- LIVELY BEAT
- TWILIGHT AVENUE ～Weekend Prologue
- J-AC GREATEST HITS
- MOONLIGHT WALK
- OLD PAL

その他
- SURPASS THREE ANGELS（Kiss-FM KOBE）
- e-リクエスト558 SHIPSしNIGHT!（ラジオ関西）
- ZOOM!（USEN）
- Best Of J-Groove（テレビ大阪、ナレーション）